# إدارة الجودة بالتعليم
إدارة الجودة بالتعليم تسعى لتحقيق أقصى الأداء والسعي للتأثير في العناصر التي يصعب السيطرة عليها بصورة مباشرة من خلال المعايير والإجراءات وهي مجموعة من البديهيات التي يجب تطبيقها في الجوانب المتصلة بالتطوير وإجراءاته.